# Мейдзін (книга)
Мейдзін (яп. 名人) — повість Кавабати Ясунарі, написана на основі репортажів про перебіг прощальної гри Хон'імбо Сюсая. В інтерпретації письменника звіт про спортивну подію став сповненим смутку зітханням про занепад традиційної культури, на зміну якій приходить холодний і нахабний праґматизм сучасності.

## Прощальний матч Хон'імбо Сюсая
Знаменита гра, репортажі про яку лягли в основу повісті, відбулася у 1938 році. Супротивником Хон'імбо Сюсая в матчі був молодий гравець Кітані Мінору, один із засновників нового підходу до побудови початку партії, який отримав назву сінфусекі. За регламентом кожному із супротивників надавалося 40 годин на обдумування ходів, і гра повинна була тривати приблизно 3 місяці. У зв'язку з хворобою Сюсая вона розтяглася на півроку. Кавабата Ясунарі висвітлював перебіг матчу для газети «Майніті Сімбун». Завдяки майстерності цих репортажів за перебігом партії спостерігали не тільки любителі гри в го, а й широкий загал японської публіки. Матч завершився перемогою Кітані Мінору.

## Повість
При роботі над повістю Кавабата використав свої репортажі, але вніс деякі зміни, наприклад, дав супротивнику мейдзіна ім'я Отаке, прізвище мейдзіна також у повісті не називається. Таким чином, автор отримав певну свободу інтерпретації образів. Проте, партія, приведена як послідовність діаграм, залишилася тією ж самою.
Основна тема повісті — поступовий відхід від традицій, заміна їх тверезим, практичним ставленням до життя, властивим 20 століттю. Мейдзін, за яким стоїть вікова культура Японії, зазнає поразки й незабаром після матчу помирає.
Характерним моментом, що ілюструє зміну ставлення до гри, є епізод із одним із записаних ходів. Коли денний сеанс закінчувався, Отаке повинен був записати свій хід, однак не міг зважитися із вибором варіанту, а тому записав хід у іншому місці дошки, хід, який вимагає відповіді, не змінюючи, власне, ситуації. Такі ходи зазвичай приберігаються в партії як ко-загрози. Отаке вирішив пожертвувати однією з ко-загроз, щоб отримати час на обдумування. З точки зору Мейдзіна й Кавабати, така поведінка неетична. З точки зору 20 століття така поведінка розумна.